# Comuna Stolicina, Sofia-capitala
Stolicina (în bulgară Столична, în traducere, Capitala) este unica comună din componența regiunii Sofia-capitala, Bulgaria.
Comuna este formată din 38 de localități, orașul Sofia, alte 3 orașe — Novi Iskăr, Bankea, Buhovo — și 34 de sate: Balșa, Bistrița, Busmanți, Cepinți, Dobroslavți, Dolni Bogrov, Dolni Pasarel, Gherman, Gorni Bogrov, Iana, Ivaneane, Jeleznița, Jeleava, Jiten, Kazicene, Klisura, Kokaleane,
Krivina, Kubratovo,
Kătina, Lozen,
Lokorsko, Malo Bucino,
Miroveane, Mramor,
Mărceaevo, Negovan,
Pancearevo, Plana,
Podgumer, Svetovracene,
Vladaia, Voinegovți,
Voluiak.

## Demografie
Componența etnică a comunei Stolicina
     Bulgari (96,44%)
     Romi (1,55%)
     Turci (0,55%)
     Altele (0,83%)
     Nicio identificare (0,61%)
La recensământul din 2011, populația comunei Stolicina era de 1.178.331 locuitori. Din punct de vedere etnic, majoritatea locuitorilor (96,44%) erau bulgari, existând câte o minoritate de turci (0,55%) și de romi (1,55%). Pentru 0,61% din locuitori nu este cunoscută apartenența etnică.